# Llanto sobre Cristo muerto (Bolaños de Campos)

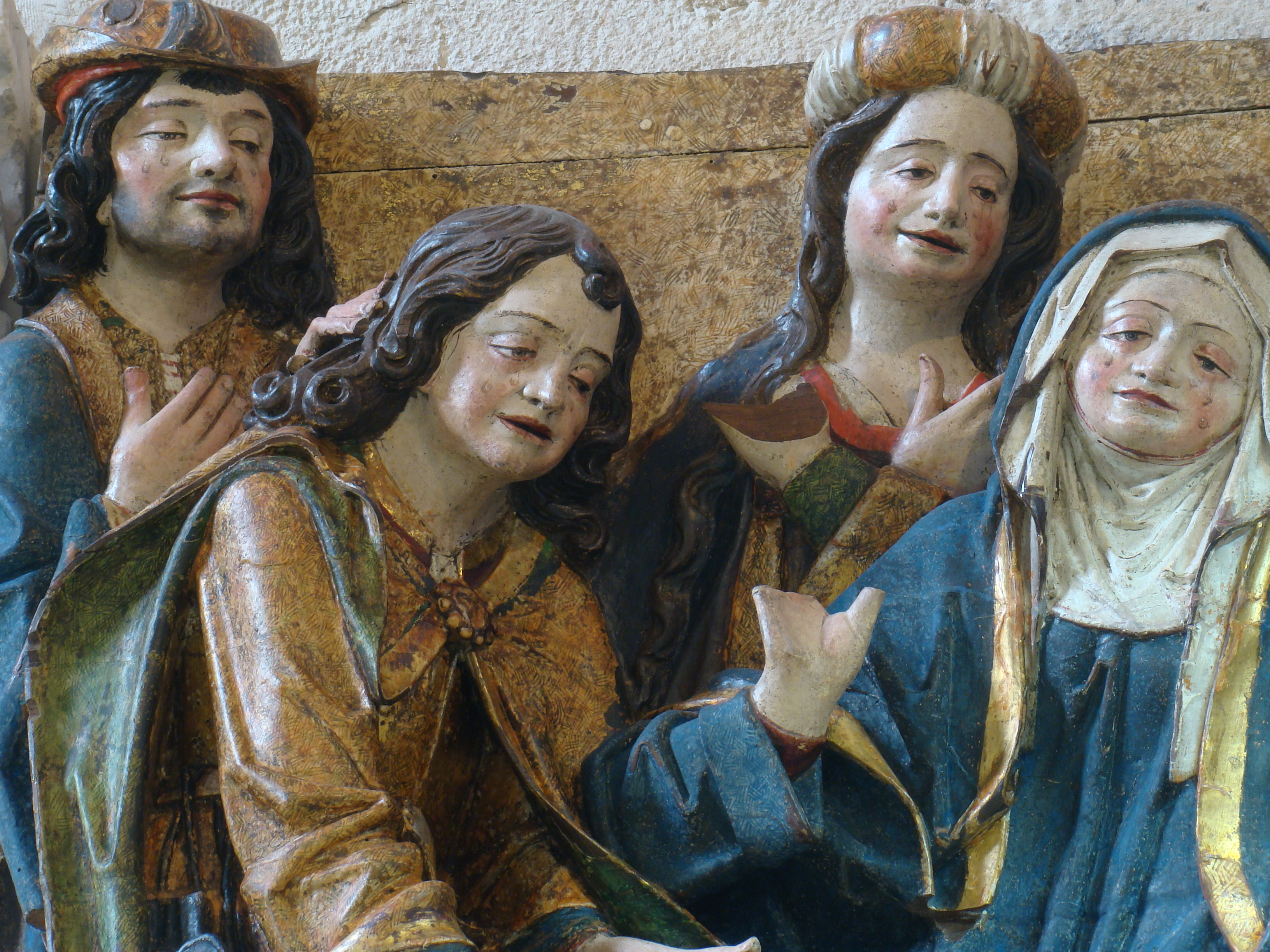
Detalle del relieve

Llanto sobre Cristo muerto es un grupo escultórico —de hacia 1500— de estilo gótico tardío procedente de la iglesia parroquial de Santa María de Bolaños de Campos en la provincia de Valladolid, España. Su autor es Alejo de Vahía  (o Bahía) de probable origen nórdico, que estuvo activo entre 1486 y 1510; en 1505 era vecino de Becerril de Campos, provincia de Palencia. Está hecho en madera policromada y mide 69 x 115 cm. Se custodia en el Museo Diocesano y Catedralicio de Valladolid. Este relieve formaba la parte central de la predela de un retablo y a derecha e izquierda estaban otros cuatro relieves que representaban las figuras de Los cuatro doctores de la Iglesia. Del retablo se han podido rescatar también las figuras de bulto redondo de un ángel, Virgen de la Anunciación, San Juan Evangelista, San Juan Bautista, San Pedro, San Pablo y San Antonio de Padua.

Estuvo expuesto en Las Edades del Hombre de Valladolid El arte en la Iglesia de Castilla y León, 1988 con el título Llanto sobre Cristo muerto, número 82 del catálogo.

## Tema y descripción
El tema del Llanto sobre Cristo muerto estuvo muy difundido durante el Renacimiento y el Barroco con muchas variantes en la puesta en escena. Los personajes que forman el grupo son siempre los mismos aunque a veces no están todos. Representa una ceremonia de duelo y de unción que tuvo mucha importancia en el mundo bizantino.
En este grupo Cristo está extendido sobre el suelo, al pie del madero de la cruz. Los demás personajes se distribuyen a derecha e izquierda del madero. A la derecha está María, madre de Jesús, arrodillada y con las manos levantadas en actitud de oración; San Juan está también arrodillado y sostiene la cabeza del cristo. Detrás y de pie se ve a José de Arimatea y una de las Marías (Salomé o Cleofáx). Al otro lado del madero está María Magdalena arrodillada a los pies con el tarro del ungüento depositado en el suelo y detrás la otra María con una rodilla en tierra y Nicodemo de pie y con barba.
 Todos los integrantes tienen el rostro compungido pero sereno y sin exagerar, característica del estilo del escultor Alejo de Vahía.

Llanto sobre Cristo muerto
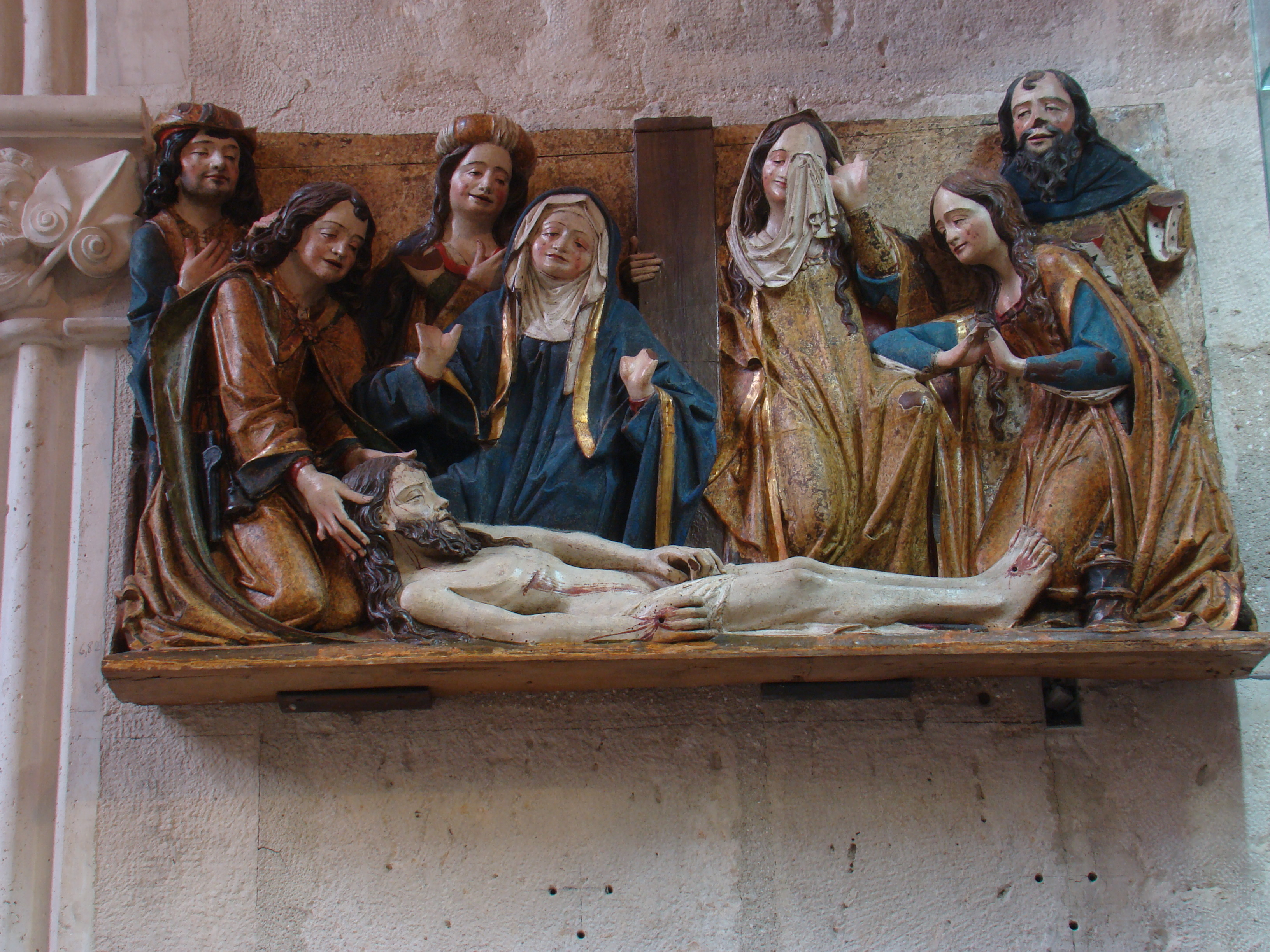
Autor: Alejo de Vahía